# Phyllotis andium
Phyllotis andium is een zoogdier uit de familie van de Cricetidae. De wetenschappelijke naam van de soort werd voor het eerst geldig gepubliceerd door Thomas in 1912.